# Cavalier megye
Cavalier megye az Amerikai Egyesült Államokban, azon belül Észak-Dakota államban található. Megyeszékhelye és legnagyobb városa Langdon. Lakosainak száma 3704 fő (2020. április 1.). Cavalier megye Pembina, Walsh, Ramsey és Towner megyékkel határos.

## Népesség
A megye népességének változása:
| Lakosok száma | 3982 | 3957 | 3950 | 3896 | 3828 | 3704 |
|               | 2010 | 2011 | 2012 | 2013 | 2015 | 2020 |